# Obětní beránek

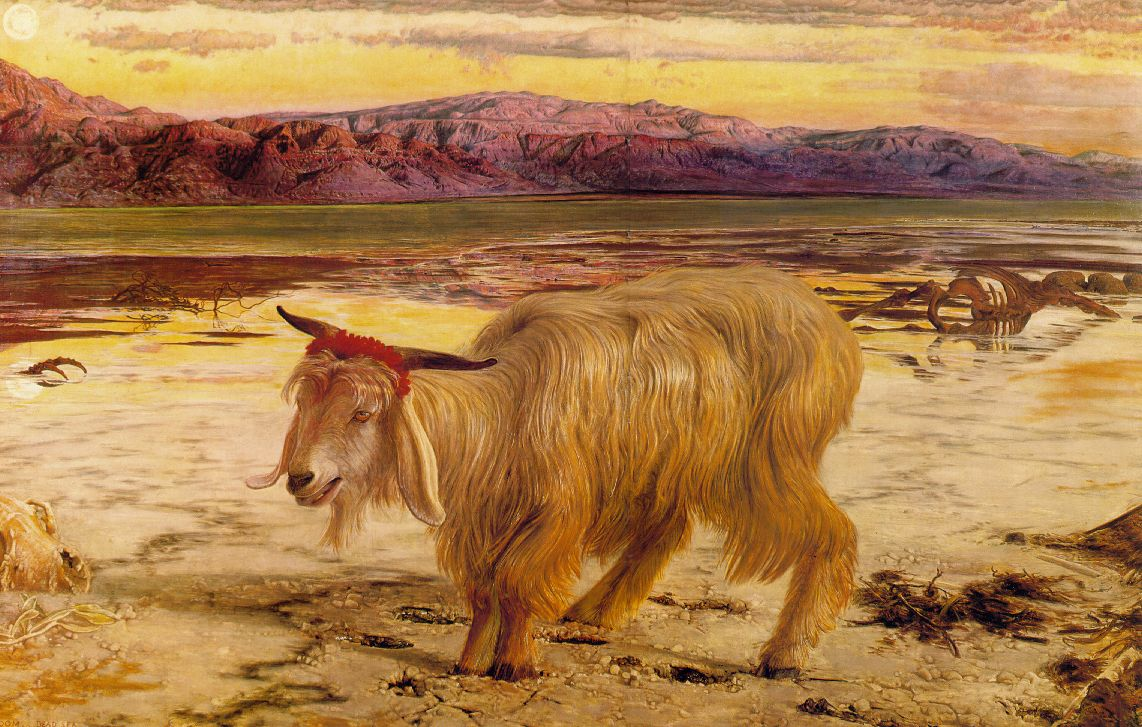
Obětní beránek (William Holman Hunt; 1854)

Obětní beránek hrál důležitou roli v období před zničením jeruzalémského Chrámu (70 n. l.) důležitou roli v liturgii Dne smíření. Na obětního beránka byly symbolicky položeny viny izraelského lidu a beránek byl poté vyhnán do pustiny jako oběť smíření mezi Bohem a člověkem.
V přeneseném smyslu bývá jako obětní beránek (též obětní kozel) označován člověk (nebo skupina lidí), který je považován za původce všech možných příčin našich vlastních obtíží, osobních chyb či kolektivních nedostatků.

## Původ výrazu
Pojem má kořeny ve starých rituálních obětech. Obětní kozel (nikoli beran) se vyskytuje ve Starém zákoně v příkazech Hospodina pro den smíření (jom kipur). Áron vloží na hlavu kozla určeného pro Azazela všechny hříchy Izraele a odešle ho do pouště.
Podobné očišťovací rituály se vyskytovaly i u dalších národů včetně starých Řeků, kde očištění (katarze) polis pro odvrácení neštěstí či nepřízně probíhalo vložením zla na zvolenou osobu nebo zvíře (zvané farmakos) a jeho vyhnání a případné rituální zabití.
Pojetí zástupné oběti je silně přítomno i v křesťanském učení. Ježíš Kristus se obětuje a snímá tak hříchy lidstva. Jan Křtitel ho proto označil za beránka Božího s odkazem na pesachového beránka, který se obětoval právě v době Velikonoc. Odtud také záměna obou obvyklých obětních zvířat v českém sousloví.

## Teorie
Erving Goffman řadí teorii obětního beránka do dramaturgické sociologie. Dle jeho knihy Všichni hrajeme divadlo je obětní beránek pouze jedna z rolí v životě – sociální role, ve které se přizpůsobujeme určité sociální skupině ⇒ své negativní činy převedeme na beránka a toho potom zničíme = obětujeme.
Podle Sigmunda Freuda jde o ego-obrannou funkci – sebeobrana ega mechanizmem projekce: jedinec vytěsní nepřijatelné impulsy a pak vyjadřuje hostilní postoje vůči druhým, u kterých tyto impulsy vidí – například negativní postoje vůči menšinám mohou sloužit ego-obranné funkci (= obviňování skupin z osobních a společenských problémů).

## Technika obětního beránka
K jevu obětního beránka často dochází:[zdroj?]
- když o přibližně stejné ekonomické pozice soutěží dvě znevýhodněné skupiny
- když ve společnosti existují skupiny s poměrně malou mocí a právy, které se výrazně odlišují
- v dobách, kdy hrozí všeobecná socioekonomická krize, čas zvratů, transformací
- pomocí tzv. projekce, při níž těm druhým podvědomě připisujeme své vlastní negativní úmysly nebo vlastnosti

Cíle:
- posílit soudržnost ve skupině
- někomu uškodit
  - abyste zachránili vlastní profesní existenci
  - abyste odklidili z cesty konkurenci
  - posílit vlastní pozici ve skupině

Dosažení cílů:[zdroj?]
- vinu za své vlastní špatné činy připsat někomu jinému, slabšímu.